# Matrimonio igualitario en Aruba, Curazao y San Martín

Reconocimiento de las uniones entre personas del mismo sexo en el Reino de los Países Bajos

El matrimonio igualitario es legal en Aruba y Curazao desde 2024.
En abril de 2007, una sentencia de la Corte Suprema de los Países Bajos falló a favor de una pareja de lesbianas que quería registrar su matrimonio en Aruba, luego que el gobierno insular apeló la decisión del Tribunal Mixto de Justicia de las Antillas Neerlandesas y Aruba. El veredicto fue vinculable al resto de territorios del Reino de los Países Bajos. De este modo, aunque en las antiguas Antillas Neerlandesas no se podían realizar matrimonios entre personas del mismo sexo, se reconocía cualquier unión realizada en otro territorio.
Aparte de reconocer los matrimonios producidos en el resto de los Países Bajos, Aruba poseía unión civil en su territorio desde 2016.
En diciembre de 2022, la Corte Conjunta de Justicia de Aruba, Curazao, San Martín y Bonaire, San Eustaquio y Saba dictaminó que la prohibición del matrimonio entre personas del mismo sexo en Aruba y Curazao es una discriminación ilegal y que las parejas del mismo sexo tienen derecho a casarse en esas islas. El efecto de la sentencia entraría en vigencia cuando se agotaran los recursos de apelación y casación en la Corte Suprema de los Países Bajos en La Haya.
En 2024, se produjo la legalización del matrimonio entre personas del mismo sexo en Curazao.
Legislación en los diversos países del Reino de los Países Bajos:
- Países Bajos (matrimonio desde 2001)
- Aruba (matrimonio desde 2024)
- Curazao (matrimonio desde 2024)
- San Martín (reconoce los matrimonios producidos en el resto de los Países Bajos)
- Caribe Neerlandés (matrimonio desde 2012)
  -  Bonaire (2012)
  -  San Eustaquio (2012)
  -  Saba (2012)